# سال دیکس من
سال دیکس من My Year of Dicks یک انیمیشن کوتاه آمریکایی مستقل محصول ۲۰۲۲ به کارگردانی سارا گونارسدوتیر است که توسط پاملا ریبون خلق و نوشته شده است. این فیلم نامزد نود و پنجمین دوره جوایز اسکار در بخش جایزه اسکار بهترین پویانمایی کوتاه شد.